# Christian Blunck
Christian „Büdi” Blunck  (ur. 28 czerwca 1968 w Hamburgu) – niemiecki hokeista na trawie, złoty medalista olimpijski z Barcelony.
Brał udział w dwóch igrzyskach (IO 92, IO 96). Największy sukces w karierze odniósł w 1992, kiedy to wywalczył złoty medal olimpijski. Był mistrzem Europy w 1991. Łącznie rozegrał w kadrze 196 spotkań, w latach 1988-1998. 
Jego matka Greta także była hokeistką na trawie, reprezentantką kraju.